# تشانغ شيتشانغ
تشانغ شيتشانغ (بالصينية: 张世昌) هو لاعب كرة قدم صيني في مركز حراسة المرمى، ولد في 5 يناير 1989 في بكين في الصين. شارك مع منتخب الصين تحت 17 سنة لكرة القدم ومنتخب الصين تحت 20 سنة لكرة القدم ومنتخب الصين تحت 23 سنة لكرة القدم. أما مع النوادي، فقد لعب مع نادي شنجن ونادي غوانغجو آر أند إف ونادي هينان جيانيي.

## وصلات خارجية
- تشانغ شيتشانغ على موقع قاعدة بيانات كرة القدم.إي يو (الإنجليزية)
- تشانغ شيتشانغ على موقع Soccerway.com (الإنجليزية)
- تشانغ شيتشانغ على موقع اللجنة الأولمبية الصينية (الإنجليزية)